# 963 TCN
963 TCN là một năm trong lịch La Mã.